# FastTracker
FastTracker (également orthographié Fasttracker et abrégé en FT1) est un tracker, un séquenceur musical créé par des membres du groupe de demo Triton au début des années 1990. Une version ultérieure, nommée FastTracker II (abrégée en FT2) et publiée en 1994, rencontre un grand succès dans la scène démo de l'époque.

## Historique
En 1993, Triton publie FastTracker, un tracker compatible avec les cartes sonores Sound Blaster et Gravis Ultrasound , les plus populaires compatibles PC à l'époque. Le logiciel est un simple exécutable DOS de 44 ko. Au cours de l'année 1994, les musiciens de Triton publient des musiques dans un nouveau format, XM, accompagnées d'un lecteur dédié. En novembre 1994, FastTracker II est publié.
À l'époque, les logiciels concurrents sont Scream Tracker, puis plus tard Impulse Tracker. La dernière version officielle de FastTracker II, la 2.08, date d'août 1997, bien qu'une version béta 2.09 ait filtré en 1999. Le 23 mai 1999, Starbreeze Studios (compagnie fondée par plusieurs anciens membres de Triton) annonce sur son site que le développement de FastTracker II est arrêté.

## Caractéristiques
FastTracker II est capable de lire les fichiers MOD standards à quatre canaux, originaires d'Ultimate Soundtracker, sur Amiga, ainsi que les fichiers étendus de six ou huit canaux. Il n'est compatible qu'avec les cartes sonores Sound Blaster ou Gravis Ultrasound.
FastTracker II introduit également le format XM.